# 5. Biathlon-Weltcup 2022/23 (Ruhpolding)
Der 5. Weltcup der Biathlon-Saison 2022/23 fand vom 9. bis 15. Januar 2023 in der Chiemgau-Arena im oberbayrischen Ruhpolding statt.

## Wettkampfprogramm
| Datum        | Männer    | Männer               | Frauen    | Frauen                |
| ------------ | --------- | -------------------- | --------- | --------------------- |
| Mi, 11.01.23 | 14:10 Uhr | Einzel (20 km)       |           |                       |
| Do, 12.01.23 |           |                      | 14:10 Uhr | Einzel (15 km)        |
| Fr, 13.01.23 | 14:25 Uhr | Staffel (4 • 7,5 km) |           |                       |
| Sa, 14.01.23 |           |                      | 14:25 Uhr | Staffel (4 • 6 km)    |
| So, 15.01.23 | 12:30 Uhr | Massenstart (15 km)  | 14:45 Uhr | Massenstart (12,5 km) |

## Teilnehmende Nationen und Athleten
| Nation                | Anzahl               | Athlet | Athletin |
| Europa (22 Nationen)  | Europa (22 Nationen) | Europa (22 Nationen) | Europa (22 Nationen) |
| --------------------- | -------------------- | --- | --- |
| Belgien               | 2+1                  | Florent Claude, Thierry Langer | Lotte Lie |
| Bulgarien             | 4+(4)                | Wladimir Iliew, Anton Sinapow, Blagoj Todew, Konstantin Wassilew                                                                              | Lora Christowa, Walentina Dimitrowa, Daniela Kadewa (nur Staffel), Milena Todorowa                                              |
| Deutschland           | 6+6                  | Benedikt Doll, Johannes Kühn, Philipp Nawrath, Roman Rees, Justus Strelow, David Zobel                                                        | Juliane Frühwirt, Denise Herrmann-Wick, Janina Hettich-Walz, Sophia Schneider, Vanessa Voigt, Anna Weidel                       |
| Estland               | 4+4                  | Robert Heldna, Raido Ränkel, Kristo Siimer, Rene Zahkna                                                                                       | Susan Külm, Regina Ermits, Johanna Talihärm, Tuuli Tomingas                                                                     |
| Finnland              | 5+5                  | Tuomas Harjula, Arttu Heikkinen, Otto Invenius, Olli Hiidensalo, Jaakko Ranta                                                                 | Mari Eder, Erika Jänkä, Nastassja Kinnunen, Venla Lehtonen, Suvi Minkkinen                                                      |
| Frankreich            | (7)+6                | Émilien Claude, Fabien Claude, Quentin Fillon Maillet, Antonin Guigonnat, Émilien Jacquelin (nur Massenstart), Oscar Lombardot, Éric Perrot   | Sophie Chauveau, Chloé Chevalier, Anaïs Chevalier-Bouchet, Caroline Colombo, Lou Jeanmonnot, Julia Simon                        |
| Grönland              | 1                    | | Ukaleq Astri Slettemark |
| Italien               | 6+(6)                | Didier Bionaz, Patrick Braunhofer, Daniele Cappellari, Daniele Fauner, Tommaso Giacomel, David Zingerle                                       | Samuela Comola, Eleonora Fauner, Rebecca Passler (nur Staffel), Federica Sanfilippo, Lisa Vittozzi, Dorothea Wierer             |
| Kroatien              | 1+1                  | Krešimir Crnković | Anika Kožica |
| Lettland              | (4)+3                | Renārs Birkentāls, Edgars Mise (nur Staffel), Aleksandrs Patrijuks, Andrejs Rastorgujevs                                                      | Sandra Buliņa, Sanita Buliņa, Annija Sabule                                                                                     |
| Litauen               | (5)+2                | Karol Dombrovski, Maksim Fomin (nur Staffel), Tomas Kaukėnas, Nikita Romanov, Vytautas Strolia                                                | Gabrielė Leščinskaitė, Natalija Kočergina                                                                                       |
| Moldau                | (4)+2                | Pawel Magasejew, Maxim Makarow (nur Staffel), Andrei Ussow (nur Staffel), Michail Ussow                                                       | Alla Ghilenko, Alina Stremous                                                                                                   |
| Norwegen              | 6+6                  | Filip Fjeld Andersen, Erlend Bjøntegaard, Johannes Thingnes Bø, Tarjei Bø, Vetle Sjåstad Christiansen, Johannes Dale, Sturla Holm Lægreid     | Ragnhild Femsteinevik, Maren Kirkeeide, Karoline Offigstad Knotten, Ida Lien, Marte Olsbu Røiseland, Ingrid Landmark Tandrevold |
| Österreich            | 5+5                  | Simon Eder, David Komatz, Harald Lemmerer, Lucas Pitzer, Dominic Unterweger                                                                   | Lisa Hauser, Anna Juppe, Kristina Oberthaler, Tamara Steiner, Dunja Zdouc                                                       |
| Polen                 | (4)+(5)              | Jan Guńka, Grzegorz Guzik, Andrzej Nędza-Kubiniec, Marcin Zawół (nur Staffel)                                                                 | Dominika Bielecka, Joanna Jakieła, Anna Mąka, Natalia Sidorowicz (nur Staffel), Kamila Żuk                                      |
| Rumänien              | (4)+(4)              | George Buta (nur Staffel), George Colțea, Raul Flore, Dmitri Schamajew                                                                        | Andreea Mezdrea (nur Staffel), Anastassija Tolmatschowa, Jelena Tschirkowa, Natalja Uschkina                                    |
| Schweden              | 6+6                  | Peppe Femling, Jesper Nelin, Emil Nykvist, Martin Ponsiluoma, Sebastian Samuelsson, Malte Stefansson                                          | Sara Andersson, Mona Brorsson, Anna Magnusson, Elvira Öberg, Hanna Öberg, Linn Persson                                          |
| Schweiz               | 5+5                  | Dajan Danuser, Jeremy Finello, Niklas Hartweg, Sebastian Stalder, Serafin Wiestner                                                            | Amy Baserga, Aita Gasparin, Elisa Gasparin, Lena Häcki-Groß, Lea Meier                                                          |
| Slowakei              | 1+4                  | Michal Šíma | Paulína Bátovská Fialková, Júlia Machyniaková (nur Staffel), Mária Remeňová, Zuzana Remeňová                                    |
| Slowenien             | 5+(4)                | Alex Cisar, Miha Dovžan, Jakov Fak, Rok Tršan, Anton Vidmar                                                                                   | Živa Klemenčič, Anamarija Lampič (nur Staffel), Lena Repinc, Kaja Zorč                                                          |
| Tschechien            | 4+4                  | Michal Krčmář, Vítězslav Hornig, Jakub Štvrtecký, Adam Václavík                                                                               | Lucie Charvátová, Markéta Davidová, Jessica Jislová, Tereza Voborníková                                                         |
| Ukraine               | (7)+(6)              | Anton Dudtschenko (nur Staffel), Taras Lessjuk, Denys Nassyko, Artem Pryma (nur Staffel), Ruslan Tkalenko, Artem Tyschtschenko, Bohdan Zymbal | Olena Bilossjuk (nur Staffel), Darija Blaschko, Julija Dschyma, Anna Krywonos, Ljubow Kypijatschenkowa, Anastassija Merkuschyna |
| Amerika (2 Nationen)  |                      | | |
| Kanada                | 4+4                  | Christian Gow, Trevor Kiers, Logan Pletz, Adam Runnalls                                                                                       | Emily Dickson, Emma Lunder, Nadia Moser, Benita Peiffer                                                                         |
| Vereinigte Staaten    | 4+5                  | Jake Brown (nur Staffel), Sean Doherty, Maxime Germain, Paul Schommer                                                                         | Kelsey Dickinson, Jacqueline Garso, Chloe Levins, Deedra Irwin, Joanne Reid                                                     |
| Asien (3 Nationen)    |                      | | |
| Japan                 | 1+4                  | Mikito Tachizaki | Hikaru Fukuda, Asuka Hachisuka, Aoi Sato, Fuyuko Tachizaki                                                                      |
| Kasachstan            | (4)+2                | Danil Belezki, Ässet Düissenow (nur Staffel), Wladislaw Kirejew, Sergei Sirik                                                                 | Ljudmila Achatowa, Anastassija Kondratjewa                                                                                      |
| Südkorea              | 2+2                  | Choi Du-jin, Timofei Lapschin | Jekaterina Awwakumowa, Ko Eun-jung                                                                                              |
| Ozeanien (2 Nationen) |                      | | |
| Australien            | 1                    | | Darcie Morton |
| Neuseeland            | 1                    | Campbell Wright | |

## Ausgangslage
Als Führende der Gesamtwertung gingen nach vier Weltcupwochenenden Johannes Thingnes Bø und Julia Simon an den Start.

Im deutschen Team gab es zwei Wechsel, Philipp Nawrath kam im Tausch mit Philipp Horn zurück; da Vanessa Hinz und Franziska Preuß weiterhin nicht antreten konnten, bekam Juliane Frühwirt weitere Einsätze. Bei den Österreichern legte Felix Leitner aufgrund fehlender Laufform einen Trainingsblock ein, Lucas Pitzer und Debütant Dominic Unterweger komplettierten das Starterfeld. Im Frauenteam gab Kristina Oberthaler im Wechsel mit Julia Schwaiger ihr Weltcupdebüt, Anna Gandler fiel aus und gab Anna Juppe den Startplatz. Dajan Danuser bekam im Schweizer Team den Startplatz des weiterhin fehlenden Joscha Burkhalter, bei den Italienern bestritt Eleonora Fauner im Wechsel mit Rebecca Passler, die allerdings im Staffelrennen startete, ihr zweites Weltcuprennen.

Weiterhin gab es bei den großen Biathlonnationen Änderungen, so war Hanna Öberg wieder zurück, Sara Andersson und Maren Kirkeeide debütierten im Tausch mit Stina Nilsson und Emilie Ågheim Kalkenberg. Im französischen Team war Éric Perrot nach seinen Erfolgen im IBU-Cup zurück, verdrängte aber keinen Athleten aus dem Starterfeld, da Émilien Jacquelin nur den Massenstart bestritt.

## Ergebnisse
| 5. Weltcup in Ruhpolding, 9. bis 15. Januar 2023 | 5. Weltcup in Ruhpolding, 9. bis 15. Januar 2023 | 5. Weltcup in Ruhpolding, 9. bis 15. Januar 2023                                                          | 5. Weltcup in Ruhpolding, 9. bis 15. Januar 2023                           | 5. Weltcup in Ruhpolding, 9. bis 15. Januar 2023                             |
| ------------------------------------------------ | ------------------------------------------------ | --- | -------------------------------------------------------------------------- | ---------------------------------------------------------------------------- |
| Datum                                            | Disziplin                                        | Erster Platz                                                                                              | Zweiter Platz                                                              | Dritter Platz                                                                |
| 11. Januar 2023 (Mi.)                            | Einzel (20 km)                                   | Johannes Thingnes Bø                                                                                      | Vetle Sjåstad Christiansen                                                 | Jakov Fak                                                                    |
| 12. Januar 2023 (Do.)                            | Einzel (15 km)                                   | Lisa Vittozzi                                                                                             | Lou Jeanmonnot                                                             | Julia Simon                                                                  |
| 13. Januar 2023 (Fr.)                            | Staffel (4 • 7,5 km)                             | NorwegenSturla Holm Lægreid Tarjei Bø Vetle Sjåstad Christiansen Johannes Thingnes Bø                     | DeutschlandDavid Zobel Johannes Kühn Benedikt Doll Roman Rees              | FrankreichÉric Perrot Quentin Fillon Maillet Antonin Guigonnat Fabien Claude |
| 14. Januar 2023 (Sa.)                            | Staffel (4 • 6 km)                               | NorwegenKaroline Offigstad Knotten Ragnhild Femsteinevik Marte Olsbu Røiseland Ingrid Landmark Tandrevold | DeutschlandAnna Weidel Vanessa Voigt Sophia Schneider Denise Herrmann-Wick | ItalienSamuela Comola Lisa Vittozzi Rebecca Passler Dorothea Wierer          |
| 15. Januar 2023 (So.)                            | Massenstart (15 km)                              | Johannes Thingnes Bø                                                                                      | Vetle Sjåstad Christiansen                                                 | Sturla Holm Lægreid                                                          |
| 15. Januar 2023 (So.)                            | Massenstart (12,5 km)                            | Julia Simon                                                                                               | Lisa Vittozzi                                                              | Anaïs Chevalier-Bouchet                                                      |

## Verlauf

### Einzel

#### Männer
Start: Mittwoch, 11. Januar 2023, 14:10 Uhr
| Platz | Sportler                   | Zeit        | Schießfehler |
| ----- | -------------------------- | ----------- | ------------ |
| 1     | Johannes Thingnes Bø       | 48:48,4 min | 1+0+0+1      |
| 2     | Vetle Sjåstad Christiansen | +9,9        | 0+0+0+1      |
| 3     | Jakov Fak                  | +29,3       | 0+0+0+0      |
| 4     | Sturla Holm Lægreid        | +42,8       | 0+0+0+1      |
| 5     | Tommaso Giacomel           | +47,6       | 0+0+1+0      |
| 6     | Benedikt Doll              | +56,3       | 0+0+1+0      |
| 7     | Andrejs Rastorgujevs       | +1:21,6     | 0+0+0+1      |
| 8     | Michal Krčmář              | +1:27,7     | 0+0+0+1      |
| 9     | Quentin Fillon Maillet     | +1:44,3     | 1+1+0+0      |
| 10    | Tarjei Bø                  | +1:46,0     | 0+0+0+1      |
| 11    | Niklas Hartweg             | +1:52,9     | 1+0+0+1      |
| 0     |                            |             |              |
| 13    | Roman Rees                 | +2:16,2     | 0+1+1+0      |
| 14    | David Komatz               | +2:37,6     | 0+1+0+0      |
| 15    | Simon Eder                 | +2:39,7     | 0+1+0+1      |
| 17    | Johannes Kühn              | +2:41,2     | 0+2+0+0      |
| 23    | David Zobel                | +3:23,2     | 0+0+0+2      |
| 27    | Sebastian Stalder          | +3:41,5     | 1+1+0+0      |
| 36    | Jeremy Finello             | +4:22,0     | 2+1+0+1      |
| 38    | Philipp Nawrath            | +4:32,3     | 0+1+2+0      |
| 50    | Thierry Langer             | +5:20,4     | 0+1+1+1      |
| 52    | Daniele Cappellari         | +5:30,9     | 0+0+1+2      |
| 53    | Justus Strelow             | +5:54,8     | 0+0+1+3      |
| 54    | Didier Bionaz              | +5:56,1     | 1+2+2+0      |
| 59    | Patrick Braunhofer         | +6:51,6     | 0+1+2+1      |
| 61    | Harald Lemmerer            | +6:54,2     | 0+2+1+1      |
| 64    | Dajan Danuser              | +7:09,0     | 1+2+1+1      |
| 83    | Dominic Unterweger         | +9:41,9     | 0+3+1+1      |
| 93    | Daniele Fauner             | +12:10,9    | 2+2+0+2      |
| 94    | Lucas Pitzer               | +14:12,6    | 4+2+3+1      |
| DNS   | Serafin Wiestner           |             |              |
| DNS   | David Zingerle             |             |              |

Gemeldet: 101
Nicht am Start: 5
Nicht beendet: 2
Mit der läuferisch dominantesten Vorstellung der Saison gewann Johannes Thingnes Bø auch dieses Rennen, hinter Vetle Sjåstad Christiansen reihte sich Jakov Fak zum ersten Mal seit gut zwei Jahren wieder auf einem Podestplatz ein. Tommaso Giacomel egalisierte seine Bestleistung, Benedikt Doll war zum wiederholten Male bester Deutscher. Sehr gute Ergebnisse gab es für Rastorgujevs, Komatz und Eder, persönliche Bestleistungen und gleichzeitig Ranglistenpunkte für Toni Vidmar (22.), Alex Cisar (24.), Denys Nassyko (26.), Taras Lessjuk (29.) und Raul Flore (31. Platz). Das Rennen wurde durch einen Stromausfall massiv beeinflusst, so fielen alle Statistiken in der IBU-Datenbank während des Wettkampfes aus, die Athleten schossen auf unbeleuchtete Scheiben, die Leinwände im Stadion und das Weltbild für die übertragenden Fernsehanstalten fielen vorübergehend aus. Nach Behebung des Problems kam es zu zwei weiteren kleinen Ausfällen derselben Art. Der Wettkampf selber war durch die Störungen nicht betroffen, da die zeitmessenden Maschinen durch Akkus abgesichert waren. Aufgrund dessen wurde im Nachhinein beschlossen, das Rennen normal zu werten.

#### Frauen
Start: Donnerstag, 12. Januar 2023, 14:10 Uhr
| Platz | Sportler                   | Zeit        | Schießfehler |
| ----- | -------------------------- | ----------- | ------------ |
| 1     | Lisa Vittozzi              | 40:05,9 min | 0+0+0+0      |
| 2     | Lou Jeanmonnot             | +39,0       | 0+0+0+0      |
| 3     | Julia Simon                | +45,2       | 0+0+0+1      |
| 4     | Dorothea Wierer            | +1:09,7     | 0+0+0+1      |
| 5     | Hanna Öberg                | +1:10,9     | 0+1+0+0      |
| 6     | Elvira Öberg               | +1:20,5     | 0+1+0+0      |
| 7     | Ingrid Landmark Tandrevold | +1:31,8     | 0+0+0+1      |
| 8     | Marte Olsbu Røiseland      | +1:50,1     | 0+0+1+0      |
| 9     | Lisa Hauser                | +1:59,9     | 1+0+0+0      |
| 10    | Paulína Bátovská Fialková  | +2:00,0     | 0+0+0+1      |
| 11    | Vanessa Voigt              | +2:10,7     | 0+1+0+0      |
| 0     |                            |             |              |
| 15    | Denise Herrmann-Wick       | +2:43,8     | 0+1+1+1      |
| 17    | Lena Häcki-Groß            | +2:59,4     | 0+1+0+1      |
| 22    | Tamara Steiner             | +3:27,7     | 0+0+0+0      |
| 24    | Amy Baserga                | +3:41,1     | 0+0+1+1      |
| 25    | Anna Juppe                 | +3:45,3     | 0+1+0+0      |
| 26    | Janina Hettich-Walz        | +3:50,0     | 0+1+0+1      |
| 27    | Samuela Comola             | +3:59,8     | 0+1+0+1      |
| 33    | Sophia Schneider           | +4:39,8     | 0+2+1+0      |
| 34    | Federica Sanfilippo        | +4:44,5     | 1+2+0+0      |
| 35    | Juliane Frühwirt           | +4:48,0     | 0+1+1+0      |
| 37    | Anna Weidel                | +4:54,9     | 0+2+0+1      |
| 51    | Dunja Zdouc                | +5:57,5     | 1+0+0+2      |
| 60    | Elisa Gasparin             | +6:48,7     | 1+1+3+0      |
| 66    | Eleonora Fauner            | +7:33,6     | 0+1+1+2      |
| 68    | Lea Meier                  | +7:46,4     | 0+3+0+1      |
| 81    | Kristina Oberthaler        | +8:55,0     | 1+1+0+0      |
| 84    | Aita Gasparin              | +9:16,9     | 1+2+2+2      |
| DNS   | Lotte Lie                  |             |              |

Gemeldet: 101
Nicht am Start: 5
Nicht beendet:  Alla Ghilenko
Zum ersten Mal seit auf den Tag genau vier Jahren gewann Lisa Vittozzi wieder ein Weltcuprennen, es war ihr insgesamt erst dritter Einzelsieg. Hinter der Italienerin stiegen Lou Jeanmonnot und Julia Simon auf das Podest, für Jeanmonnot war es das erste Podium in einem Einzelbewerb. Insgesamt war das Rennen vor allem durch die extrem hohe Qualität am Schießstand ausgezeichnet, diese zeigten nahezu alle Athletinnen unter den besten 20. Für Alina Stremous (12.) und Jessica Jislová (14.) gab es dank fehlerfreier Schießleistungen das beste Saisonresultat, während Ukaleq Slettemark (21.), Tamara Steiner (22.), Anna Juppe (25.) und Susan Külm (29. Platz) ihre generelle Karrierebestleistungen zeigte. Slettemark sammelte mit dem Ergebnis als erster grönländischer Biathlet Ranglistenpunkte und wird auch die erste ihres Heimatlandes in einem Weltcupmassenstart sein.

### Staffel

#### Männer
Start: Freitag, 13. Januar 2023, 14:25 Uhr
| Platz | Land               | Sportler                                                                      | Zeit        | Strafrunden + Nachlader         |
| ----- | ------------------ | ----------------------------------------------------------------------------- | ----------- | ------------------------------- |
| 1     | Norwegen           | Sturla Holm Lægreid Tarjei Bø Vetle Sjåstad Christiansen Johannes Thingnes Bø | 1:10:51,4 h | 0+0 1+3 0+1 0+0 0+0 0+1 0+0 0+2 |
| 2     | Deutschland        | David Zobel Johannes Kühn Benedikt Doll Roman Rees                            | +20,1       | 0+0 0+1 0+1 0+0                 |
| 3     | Frankreich         | Éric Perrot Quentin Fillon Maillet Antonin Guigonnat Fabien Claude            | +55,6       | 0+0 0+0 0+0 0+1 0+0 1+3 0+3 0+0 |
| 4     | Schweden           | Sebastian Samuelsson Peppe Femling Jesper Nelin Martin Ponsiluoma             | +1:49,3     | 0+3 0+1 0+0 1+3 0+0 0+3 0+3 0+3 |
| 5     | Italien            | Daniele Cappellari Didier Bionaz Patrick Braunhofer Tommaso Giacomel          | +1:56,8     | 0+2 0+1 0+1 0+3 0+1 0+0 0+1 0+1 |
| 6     | Ukraine            | Artem Pryma Denys Nassyko Bohdan Zymbal Anton Dudtschenko                     | +2:06,8     | 0+1 0+1 0+0 0+1 0+1 0+1         |
| 7     | Vereinigte Staaten | Paul Schommer Sean Doherty Jake Brown Maxime Germain                          | +2:13,6     | 0+2 0+1 0+1 0+2 0+0 0+2 1+3 0+0 |
| 8     | Finnland           | Tuomas Harjula Olli Hiidensalo Jaakko Ranta Otto Invenius                     | +2:21,1     | 0+0 0+1 0+0 0+0 1+3 0+2         |
| 9     | Slowenien          | Miha Dovžan Jakov Fak Alex Cisar Toni Vidmar                                  | +2:28,6     | 0+1 1+3 0+1 0+1 0+0 0+0         |
| 10    | Polen              | Andrzej Nędza-Kubiniec Jan Guńka Grzegorz Guzik Marcin Zawoł                  | +3:18,2     | 0+2 0+0 0+1 0+0 0+0 0+3 0+1 0+0 |
| 11    | Österreich         | David Komatz Simon Eder Dominic Unterweger Lucas Pitzer                       | +3:34,0     | 0+0 0+1 0+0 0+2 0+0 1+3 0+2 0+0 |
| 0     |                    |                                                                               |             |                                 |
| 17    | Schweiz            | Sebastian Stalder Jeremy Finello Dajan Danuser Serafin Wiestner               | +4:48,3     | 0+0 0+0 0+2 0+2 1+3 1+3 1+3 0+0 |

Gemeldet und am Start: 21 Staffeln
Überrundet: 2
Ein weiteres Mal gewannen die Norweger, dieses Mal wurden sie allerdings durch eine Strafrunde von Lægreid früh zurückgeworfen und erst durch Christiansen wieder in eine aussichtsreiche Position gebracht. Mit nur vier Nachladern platzierte die deutsche Staffel zwanzig Sekunden dahinter, gefolgt von Frankreich, die bis zur Rennhälfte noch in Führung lagen. Starke Teamergebnisse gab es für Italien und dir Ukraine; Maxime Germain und Otto Invenius vergaben für ihre Teams durch jeweils eine Strafrunde noch bessere Ergebnisse, für die USA war es trotzdem das beste Herrenstaffelergebis seit fast fünf Jahren. Selbiges galt für die lettische Staffel auf Rang 13, das Team Polens stellte mit dem zehnten Platz gar das beste Ergebnis seit der Saison 2006/07 auf. Das österreichische und das Schweizer Team hingegen hielten sich bis zur Rennhälfte in den Top 6, fielen aber durch Strafrunden der Staffeldebütanten zurück.

#### Frauen
Start: Samstag, 14. Januar 2023, 14:25 Uhr
| Platz | Land        | Sportler                                                                                          | Zeit        | Strafrunden + Nachlader         |
| ----- | ----------- | ------------------------------------------------------------------------------------------------- | ----------- | ------------------------------- |
| 1     | Norwegen    | Karoline Offigstad Knotten Ragnhild Femsteinevik Marte Olsbu Røiseland Ingrid Landmark Tandrevold | 1:08:17,3 h | 0+0 0+0 0+3 0+3 0+0 0+0         |
| 2     | Deutschland | Anna Weidel Vanessa Voigt Sophia Schneider Denise Herrmann-Wick                                   | +15,3       | 0+3 0+1 0+0 0+0 0+2 0+2 0+1 0+1 |
| 3     | Italien     | Samuela Comola Lisa Vittozzi Rebecca Passler Dorothea Wierer                                      | +33,5       | 0+0 0+0 0+0 0+2 0+1 0+0 0+0 0+1 |
| 4     | Schweiz     | Amy Baserga Aita Gasparin Elisa Gasparin Lena Häcki-Groß                                          | +36,3       | 0+0 0+0 0+2 0+2 0+0 0+2 0+1 0+3 |
| 5     | Tschechien  | Tereza Voborníková Jessica Jislová Markéta Davidová Lucie Charvátová                              | +57,6       | 0+1 0+0 0+0 0+0 0+2 0+1 0+1 0+2 |
| 6     | Frankreich  | Lou Jeanmonnot Chloé Chevalier Sophie Chauveau Anaïs Chevalier-Bouchet                            | +1:20,1     | 0+0 0+0 0+3 2+3 0+2 0+1         |
| 7     | Schweden    | Mona Brorsson Anna Magnusson Hanna Öberg Linn Persson                                             | +1:25,4     | 0+0 1+3 0+0 0+0 0+3 0+0 0+0 0+2 |
| 8     | Estland     | Regina Ermits Tuuli Tomingas Susan Külm Johanna Talihärm                                          | +2:21,9     | 0+2 0+1 0+0 0+1 0+1 0+2         |
| 9     | Österreich  | Dunja Zdouc Anna Juppe Tamara Steiner Lisa Hauser                                                 | +2:47,1     | 0+0 0+0 1+3 0+0 0+1 0+1 0+0 0+1 |
| 10    | Finnland    | Suvi Minkkinen Mari Eder Nastassja Kinnunen Erika Jänkä                                           | +3:00,3     | 0+2 0+2 0+1 0+1 0+2 0+0 0+1 0+3 |

Gemeldet und am Start: 19 Staffeln
Überrundet:  Rumänien
Erstmals in der Saison gewann die norwegische Mannschaft eine Damenstaffel, dahinter klassierten sich Deutschland und Italien auf dem Podest. Dabei kamen Herrmann-Wick, Wierer, Häcki-Groß und Charvátová zeitgleich zum letzten Schießen; die deutsche und die italienische Läuferin setzten sich nach je einem Nachlader deutlich von der Schweizerin und der Tschechin ab, Häcki-Groß konnte Wierer jedoch auf der Schlussrunde fast einholen. Frankreich, zur Rennhälfte noch in Führung gelegen, fiel durch zwei Strafrunden von Sophie Chauveau zurück, Schweden hatte schon zu Beginn deutlichen Rückstand. Die estnische Staffel egalisierte mit Rang 8 die beste Platzierung ihrer Historie.

### Massenstart

#### Männer
Start: Sonntag, 15. Januar 2023, 12:30 Uhr
| Platz | Sportler                   | Zeit        | Schießfehler |
| ----- | -------------------------- | ----------- | ------------ |
| 1     | Johannes Thingnes Bø       | 36:12,0 min | 1+0+1+1      |
| 2     | Vetle Sjåstad Christiansen | +19,3       | 1+0+1+0      |
| 3     | Sturla Holm Lægreid        | +35,3       | 1+0+1+0      |
| 4     | Tarjei Bø                  | +36,4       | 0+0+0+1      |
| 5     | Émilien Jacquelin          | +49,7       | 0+1+1+0      |
| 6     | Vytautas Strolia           | +55,6       | 0+0+0+1      |
| 7     | Sebastian Samuelsson       | +59,3       | 0+0+0+2      |
| 8     | Justus Strelow             | +1:00,1     | 0+0+1+0      |
| 9     | Sebastian Stalder          | +1:06,1     | 0+1+1+0      |
| 10    | Fabien Claude              | +1:18,1     | 0+0+2+1      |
| 0     |                            |             |              |
| 12    | Simon Eder                 | +1:19,6     | 0+0+1+1      |
| 15    | Benedikt Doll              | +1:31,0     | 1+1+1+2      |
| 17    | Niklas Hartweg             | +1:46,2     | 0+1+0+1      |
| 20    | Tommaso Giacomel           | +1:58,3     | 1+0+1+1      |
| 22    | Roman Rees                 | +2:18,6     | 3+0+0+0      |
| 24    | David Zobel                | +2:26,7     | 0+0+1+2      |
| 27    | Johannes Kühn              | +2:49,0     | 0+2+3+1      |
| 29    | David Komatz               | +4:03,9     | 1+1+1+0      |

Gemeldet und am Start: 30
Ein bis zum letzten Schießen enges Rennen gewann Johannes Thingnes Bø vor Vetle Sjåstad Christiansen und Sturla Holm Lægreid, der Tarjei Bø auf der Schlussrunde noch abfangen konnte. Sehr erfolgreich verlief das Rennen für Strolia, Strelow und Stalder, die sich unter den besten Zehn platzierten. Der Sieger des ersten Massenstarts der Saison Johannes Dale klassierte sich nur auf Rang 18 und musste daher das rote Trikot an Bø abgeben; ähnliches verlief bei der U-25-Wertung, Filip Fjeld Andersen beendete das Rennen auf dem letzten Platz und gab das blaue Trikot zurück an Niklas Hartweg.

#### Frauen
Start: Sonntag, 15. Januar 2023, 14:45 Uhr
| Platz | Sportler                | Zeit        | Schießfehler |
| ----- | ----------------------- | ----------- | ------------ |
| 1     | Julia Simon             | 32:52,0 min | 1+0+1+1      |
| 2     | Lisa Vittozzi           | +2,6        | 0+0+1+0      |
| 3     | Anaïs Chevalier-Bouchet | +6,7        | 0+1+0+0      |
| 4     | Linn Persson            | +30,7       | 1+0+1+0      |
| 5     | Vanessa Voigt           | +41,5       | 1+0+0+1      |
| 6     | Hanna Öberg             | +42,4       | 1+1+0+1      |
| 7     | Lisa Hauser             | +44,6       | 0+0+1+1      |
| 8     | Anna Magnusson          | +1:08,3     | 0+0+1+1      |
| 9     | Emma Lunder             | +1:09,3     | 2+0+0+0      |
| 10    | Chloé Chevalier         | +1:10,1     | 2+0+0+0      |
| 0     |                         |             |              |
| 19    | Lena Häcki-Groß         | +1:50,4     | 0+2+2+2      |
| 22    | Aita Gasparin           | +2:25,6     | 1+0+1+1      |
| 23    | Dorothea Wierer         | +2:52,8     | 2+0+2+3      |
| 24    | Tamara Steiner          | +2:54,5     | 1+0+1+0      |
| 25    | Elisa Gasparin          | +3:00,0     | 0+0+2+2      |
| 30    | Sophia Schneider        | +4:03,3     | 2+2+2+2      |

Gemeldet und am Start: 30
Da Elvira Öberg, Denise Herrmann-Wick, Anna Weidel und Marte Olsbu Røiseland aus verschiedenen Gründen nicht an den Start gingen, rückten vier Athleten nach. Nach einer sehr spannenden Schlussrunde setzte sich Julia Simon gegen Lisa Vittozzi und Anaïs Chevalier-Bouchet durch und übernahm auch das rote Trikot für die Disziplinenwertung, Vanessa Voigt platzierte sich als beste Deutsche auf Rang 5. Bei ihren Massenstartdebüts platzierten sich Tamara Steiner und Ukaleq Slettemark auf den Rängen 24 und 28.

## Auswirkungen
| Rang | Name                       | Punkte | Siege | Verän- derung |
| ---- | -------------------------- | ------ | ----- | ------------- |
| 1    | Johannes Thingnes Bø       | 959    | 9     |               |
| 2    | Sturla Holm Lægreid        | 785    | 1     |               |
| 3    | Vetle Sjåstad Christiansen | 503    | 0     |               |
| 4    | Quentin Fillon Maillet     | 434    | 0     |               |
| 5    | Benedikt Doll              | 395    | 0     |               |
| 6    | Tarjei Bø                  | 391    | 0     |               |
| 7    | Johannes Dale              | 389    | 1     |               |
| 8    | Émilien Jacquelin          | 364    | 0     |               |
| 9    | Fabien Claude              | 360    | 0     |               |
| 10   | Sebastian Samuelsson       | 350    | 0     |               |

| Rang | Name                       | Punkte | Siege | Verän- derung |
| ---- | -------------------------- | ------ | ----- | ------------- |
| 1    | Julia Simon                | 756    | 3     |               |
| 2    | Elvira Öberg               | 615    | 3     |               |
| 3    | Lisa Vittozzi              | 538    | 1     |               |
| 4    | Dorothea Wierer            | 477    | 0     |               |
| 5    | Ingrid Landmark Tandrevold | 474    | 0     |               |
| 6    | Denise Herrmann-Wick       | 458    | 1     |               |
| 7    | Linn Persson               | 454    | 0     |               |
| 8    | Lisa Hauser                | 447    | 2     |               |
| 9    | Markéta Davidová           | 430    | 0     |               |
| 10   | Hanna Öberg                | 365    | 1     |               |

## Debütanten
Folgende Athleten nahmen zum ersten Mal an einem Biathlon-Weltcup teil. Dabei kann es sich sowohl um Individualrennen, als auch um Staffelrennen handeln.
| Männer                | Frauen                 |
| --------------------- | ---------------------- |
| Arttu Heikkinen (DNS) | Maren Kirkeeide        |
| Dominic Unterweger    | Kristina Oberthaler    |
| Dajan Danuser         | Dominika Bielecka      |
|                       | Sara Andersson (DNS)   |
|                       | Ljubow Kypjatschenkowa |
|                       | Jacqueline Garso       |